# Legalizace (časopis)
Legalizace je český dvouměsíčník zaměřený na informování veřejnosti o konopí, jeho účincích či možnostech využití. Je vydáván od roku 2010 vydavatelstvím Legal Publishing, jeho obsah tvoří odborné texty zaměřené na stejně jako společenské, literární či názorové rubriky. Byl založen jako první české medium zaměřené na toto téma a je vytvářen ve spolupráci s iniciativou Legalizace.cz, která se dlouhodobě zasazuje o rozšiřování povědomí o aspektech konopí a jeho legalizaci, primárně v České republice.
Redakce sídlí v Praze, titul dlouhodobě spolupracuje s přispěvateli po celém Česku i v zahraničí.

## Zaměření obsahu
Náplň magazínu tvoří texty věnující se konopí a konopné kultuře, případně pak dalším psychoaktivním látkám a s nimi spojeným společenským, vědeckým, medicínským či kulturním fenoménům. Vycházejí zde odborné články (autorské i zahraniční překlady), společenské a fejetonistické rubriky, reportáže, literární a fotografické přílohy či články věnující se možnostem legálního samopěstitelství. Magazín také pravidelně informuje o případech soudních řízení týkajících se právně problematických případů osob nakládajících s konopím.
Od roku 2018 začal být s účastí části redakce magazínu Legalizace vydáván časopis Konopí konkrétně se zaměřující na léčebné konopí. Ten vychází též ve své anglické verzi.

## Redakce
Šéfredaktorem časopisu je od jeho založení roku 2010 Robert Veverka, editorem je Bob Hýsek.

### Pracovníci a spolupracovníci redakce
- Robert Veverka - šéfredaktor časopisu
- Bob Hýsek - editor
- Jindřich Vobořil - redaktor
- Zelený Škraloup - autor literárních příloh
- Tereza Jirásková - fotografie
- Anatol Svahilec - pravidelný přispěvatel (fejetonistická rubrika Flashback)